# Chiguayante
Chiguayante es una ciudad y comuna de Chile ubicada en la Provincia de Concepción, Región del Biobío, en la zona centro-sur de Chile.
Integra el distrito N°20 y pertenece a la 10.ª circunscripción senatorial, correspondiente a la región del Biobío y Forma parte del área metropolitana del Gran Concepción.

## Etimología
Su nombre proviene de la toponimia del lugar, conocida por los mapuches como Chiwayantü, palabra en lengua mapuche o mapudungun compuesta de las palabras chiway y antü, cuyo significado es "sol entre neblina".

## Historia

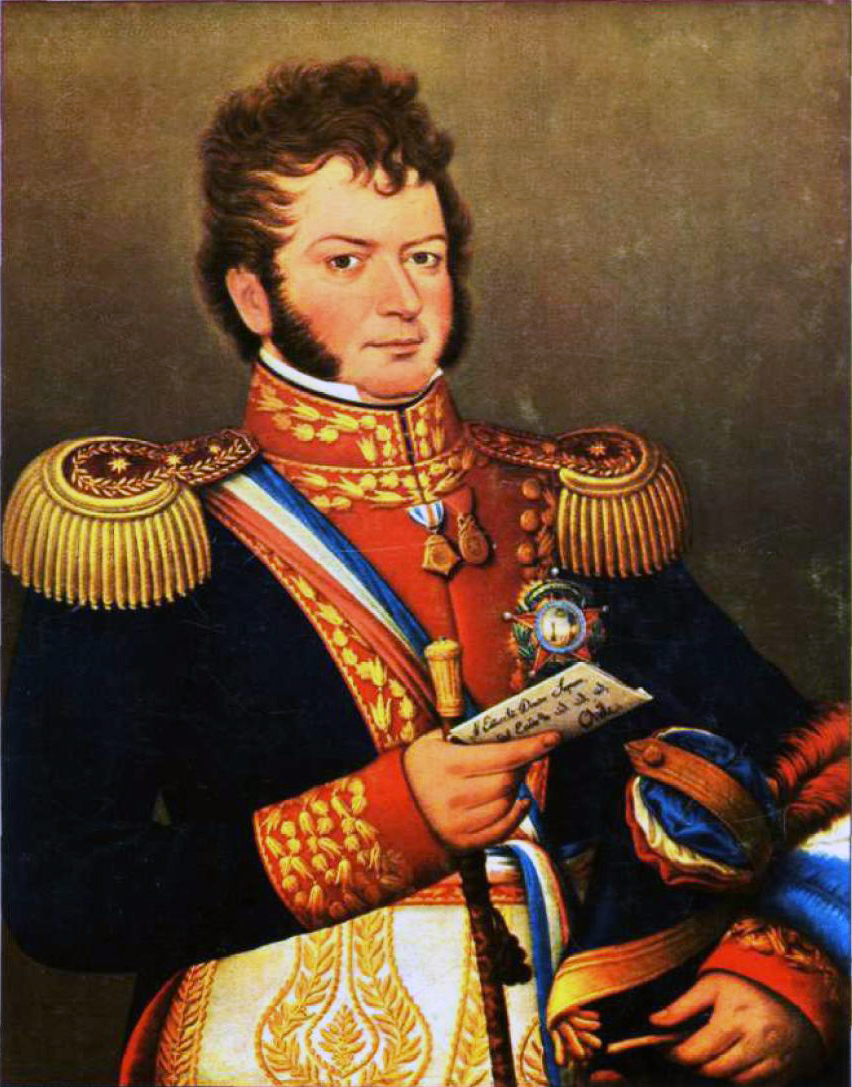
Bernardo O'Higgins, padre de la patria, incorpora a Chiguayante a la división administrativa del país.

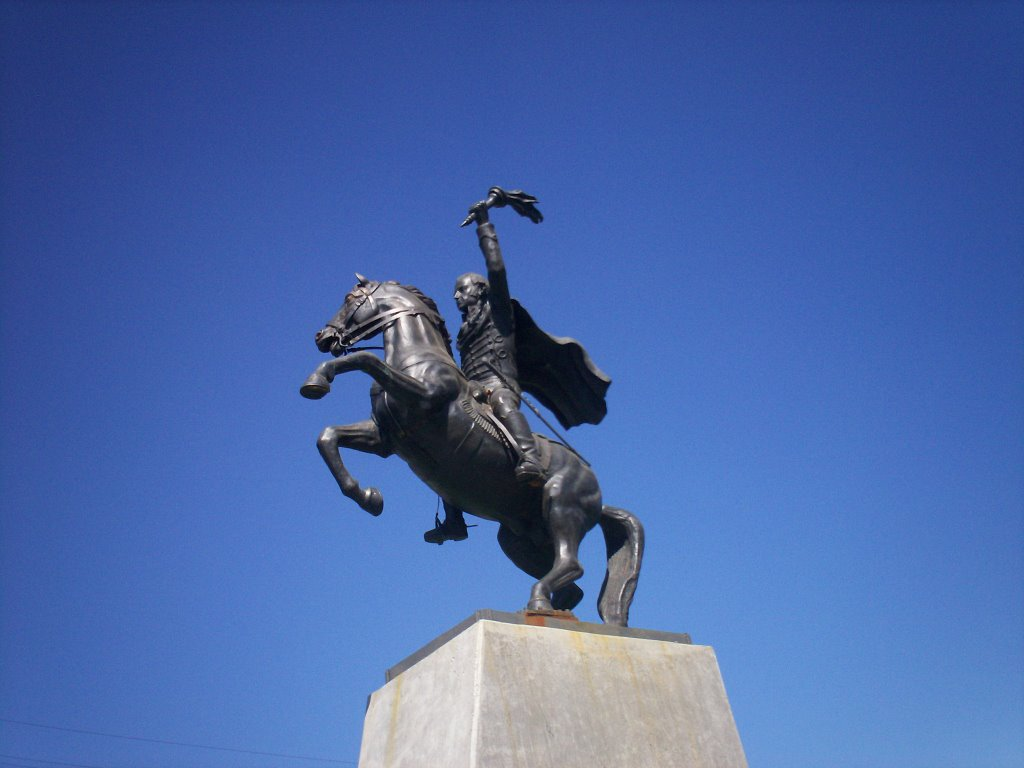
Estatua al prócer de la patria Manuel Rodríguez, un postal referente de la comuna de Chiguayante

El 4 de marzo de 1819, Bernardo O’Higgins, Director Supremo de Chile, bajo decreto crea el camino público de Concepción a Hualqui, conocido como el Camino de la Frontera de Don Ambrosio, incorporándose Chiguayante a la división política administrativa del país.
En 1845, un nuevo decreto crea las subdelegaciones de Concepción correspondiéndole a Chiguayante pertenecer a la quinta, que iba por el Sur desde Agua Colorada a las Trancas de Hualqui, y por el norte de Punta de Chiguayante hasta Aguas de las Niñas.
El 7 de octubre de 1925, el decreto supremo N.º 740 crea por primera vez la comuna de Chiguayante, siendo su primer alcalde don Walter Schaub, secretario don René Gárate y vocal don Jorge Wilson. Las sesiones eran el primer y tercer sábado de cada mes, ocupando como recinto municipal las dependencias de la familia Schaub.
Sin embargo, el 30 de diciembre de 1927, nuevamente bajo Decreto presidencial, se relega a Chiguayante a Subdelegación de Concepción (la comuna duró un año, 11 meses y 23 días).
En 1990 vecinos y distintas organizaciones sociales de Chiguayante crean el Comité Procomuna, el que estuvo representado por los señores Iván Francesconi, Hugo Moreno, Luis Peña y Sergio Albornoz. Gracias al comité y el apoyo de parlamentarios de la zona, el 28 de junio de 1996, se publicó en el Diario Oficial la Ley N.º 19.461, que crea por segunda vez la comuna de Chiguayante.
El 27 de octubre de ese mismo año la comunidad escoge a sus primeras autoridades, siendo elegido alcalde, Tomás Solís Nova y como concejales Iván Francesconi, Jaime Bahamondes, Luis Stuardo, Osvaldo Gómez y Eleodoro Rivera, quienes asumieron sus cargos el 11 de diciembre, ocupando las antiguas dependencias de la delegación.
Al celebrarse el segundo aniversario de la creación de la comuna, el 28 de junio de 1998, el municipio inaugura su casa consistorial, la que se ubica en la calle Orozimbo Barboza S/N, en los terrenos donde funcionaba el antiguo Casino de la Fábrica Caupolicán.
Además, ese mismo día, es presentado oficialmente el escudo de armas de la comuna, luego que la proposición alcaldicia fuera aprobada por unanimidad por el Concejo, en Sesión Ordinaria del 19 de mayo de 1998.

## Medio ambiente

Trazado simplificado de los ecosistemas y cuerpos de agua presentes en la comuna de Chiguayante.

### Geomorfología
La comuna de Chiguayante se encuentra emplazada en la unidad geomorfológica de Llanos de sedimentación fluvial o aluvional; y está compuesta por un suelo de origen sedimentario y de tipo fluvial (arcillas) provenientes del río Biobío. 
Perteneciente al curso inferior del Río Biobío, es una zona de valle, donde destacan laderas graníticas y metamórficas (sector leonera a 230 m s. n. m.), las cuales dan origen a cuencas de recepción que drenan hacia el este y oeste del cordón principal, además de terrazas formadas por la erosión fluvial del río.
La comuna de Chiguayante posee 2 terrazas en su morfología, una superior, que es plana formada por un paleocanal del Biobío modelado por dunas, las cuales obturan el drenaje y anegan áreas urbanizadas, mientras que existe otra que es la inferior, que sufre de procesos de inundación producto de las crecidas del río Biobío.
En el sector de la Leonera existe una llanura aluvial, compuesta por limo y arcilla, además de arenas cuarcíferas. Se observa erosión en el manto y cárcavas que se exponen al norte de la ciudad, mientras que los procesos de derrumbe tienden a ser mayores en las laderas que se exponen al sur.

### Clima
Según la clasificación climática de Köppen presenta un clima mediterráneo de lluvia invernal (Csb) y clima mediterráneo de lluvia invernal e influencia costera (Csb (i)).
Chiguayante se caracteriza por presentar un microclima, por el entorno montañoso que lo rodea, que actúa como biombo climático. Posee un clima templado oceánico, con una estación otoño-invierno húmeda de siete a ocho meses de duración, y una corta estación seca primavera-verano. El mes más frío es julio, con una temperatura media de 9.2 °C, durante este mes las máximas promedian 13 °C y las mínimas 6 °C , el mes más cálido es enero con una temperatura media de 19.4 °C, durante este mes las máximas promedian 26 °C y las mínimas 13 °C. Las temperaturas en verano pueden superar en varias ocasiones los 30 °C, pudiendo superar incluso los 36 °C, la temperatura más alta registrada en la comuna es de 39.8 °C el 2 de febrero de 2023. Las precipitaciones se concentran en los meses más fríos (otoño-invierno), con 86% del total anual, que alcanza a 1313 mm al año.

### Hidrografía
Esta además se halla entre las cuencas hidrográficas de Costeras e Islas entre río Itata y río Biobío y río Biobío. Además, la comuna posee diversos cuerpos de agua, entre los que se destacan el río Biobío.

### Componentes bióticos
Dentro del territorio de la comuna se pueden hallar los siguientes ecosistemas:
- Bosque caducifolio mediterráneo costero donde predominan Nothofagus obliqua y Gomortega keule (En peligro crítico)
- Bosque esclerófilo mediterráneo costero donde predominan Lithrea caustica y Azara integrifolia (En peligro crítico)

### Medidas de protección ambiental y conflictos socioambientales
Hasta 2022, la comuna de Chiguayante cuenta con las siguientes zonas que cuentan con algún nivel de protección ambiental:
- Parque Nacional Nonguén (parque nacional)[17]
  - Fundo Nonguén (Sitios Ley 19.300)[18]

## Demografía
La comuna de Chiguayante abarca una superficie de 71,5 km² y una población de 85 938 habitantes (INE Año 2017). Del total de la población, 45 433 son mujeres (52,87 %) y 40 505 son hombres (47,13 %).

## Administración
La Ilustre Municipalidad de Chiguayante, es administrada por el alcalde Jorge Lozano Zapata (Independiente), quien es asesorado por un Concejo municipal integrado de la siguiente manera:
- Eduardo Avello Cid  (PRCH)
- Dangelo Gacitua Sanzana (PS)
- Sandra González Riquelme (PCCh)
- Carlos Hidalgo Figueroa (Ind-RN)
- Mayerlin Suárez Silva (FREVS)
- Juan Carlos Villalón Carrasco (Ind-UDI)

## Economía

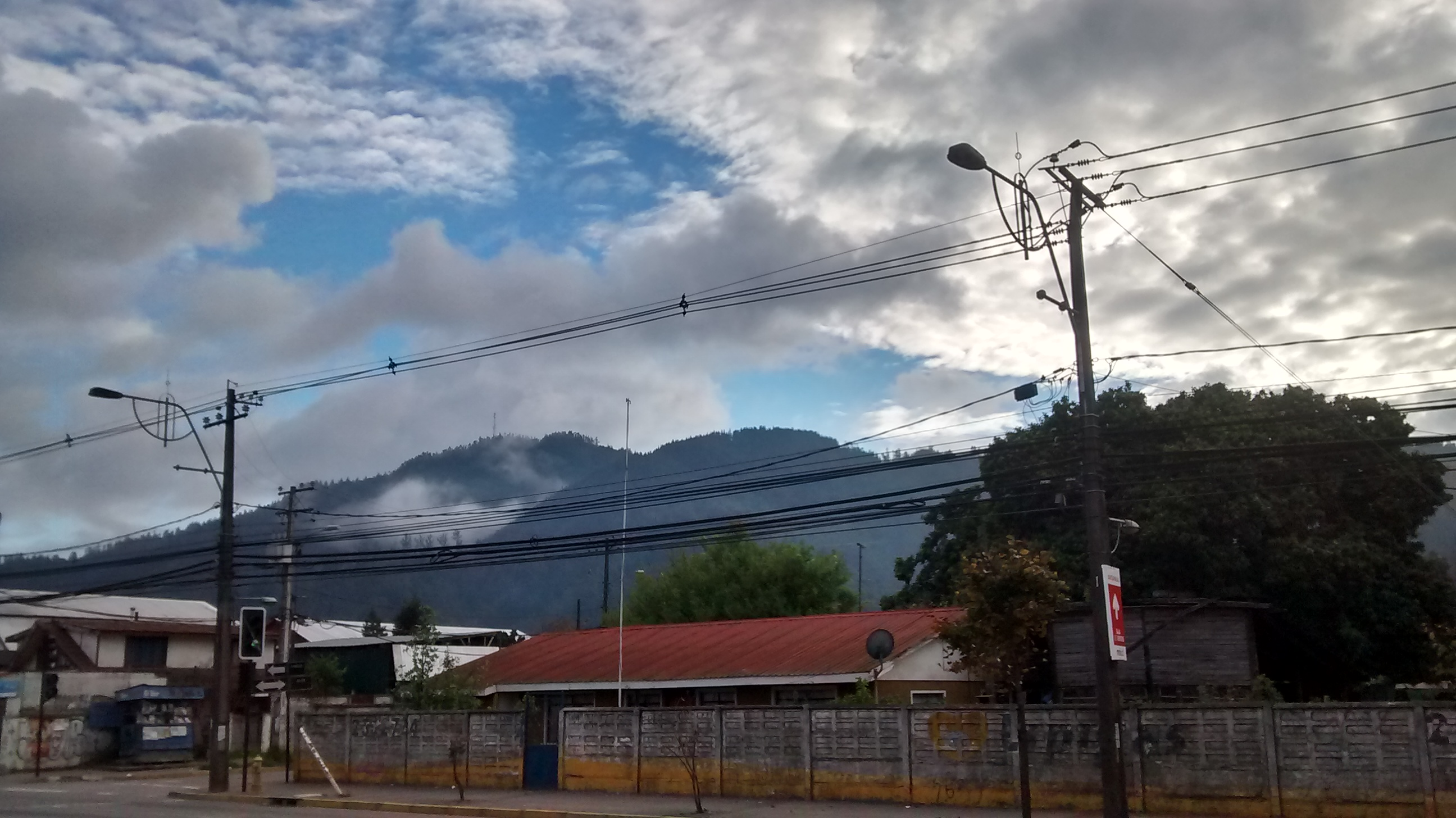
Calle Biobío con Av. Manuel Rodríguez, Chiguayante (2017).

A inicios del siglo XX, la comuna contaba con las fábricas de Chileans Mills e Hilados de Algodón, posteriormente llamadas Caupolicán y El Tigre. También se contaba con la industria Schaub, la más antigua de la ciudad, la cual comenzó confeccionando saquitos de papel y, posteriormente, amplió su rubro a sobres y cuadernos.
La Chileans Mills fue vendida y, en 1929, Grace y Co. compró las instalaciones, pasando a llamarse posteriormente Fabrica Textil Caupolicán.
En 2018, la cantidad de empresas registradas en Chiguayante fue de 1.474. El Índice de Complejidad Económica (ECI) en el mismo año fue de 0,66, mientras que las actividades económicas con mayor índice de Ventaja Comparativa Revelada (RCA) fueron Suministro de Vapor y Agua Caliente (55,01), Fabricación de Maquinaria de Oficina y Contabilidad (47,4) y Escuelas para Deportes (39,12).
Chiguayante poseía un terminal de buses operado por Turbus, con destinos a Santiago, Temuco, Valdivia, Osorno, Puerto Varas y Puerto Montt.

### Turismo

#### Museo Stom
El Museo Stom es un museo antropológico y etnográfico, fundado el 11 de noviembre de 1988 por Tomás Stom Arévalo, y desde 2015 administrado por la Fundación Stom; está ubicado en la ciudad chilena de Chiguayante, Región del Biobío. De su labor museográfica resalta la recolección, conservación y difusión del patrimonio mapuche, particularmente de su joyería y textilería, como así también del patrimonio asociado a las artes decorativas de las cerámicas de Lota.

#### Áreas verdes
Algunas plazas ubicadas en el centro de Chiguayante dan atractivo turístico, tal es el caso de la Plaza de los poetas y la Plaza de los castaños, ubicadas en los sectores de la municipalidad y la estación del Biotren respectivamente.

#### Parque Ribera Bio-Bio
Este es un parque municipal ubicado en calle Los Héroes hacia el río. Cuenta con cancha de balonmano con medidas internacionales, parque acuático de juegos para niños , extensas áreas verdes y acceso para personas con movilidad reducida.

## Medios de comunicación
Estas son las radioemisoras locales en Chiguayante:
- 91.9 FM
- Radio El Sembrador 96.5 FM
- Super Radio Genial 98.7 FM
- Radio Salvación 103.5 FM
- Radio Una Señal de Vida 106.7 FM
- Radio Libertad 107.5 FM
- Radio Uno 107.9 FM
- Chiguayante Informa